# پتر ارنیتس
پتر ارنیتس (استونیایی: Peeter Ernits؛ زادهٔ ۱۱ ژوئن ۱۹۵۳) روزنامه‌نگار، سیاستمدار و نماینده مجلس اهل استونی است.